# India Maharashtra International
Die India Maharashtra International (auch India Maharashtra International Challenge) sind offene internationale Meisterschaften von Indien im Badminton. Die Titelkämpfe wurden erstmals im September 2022 in Nagpur ausgetragen. Austragungsort für die Premierenveranstaltung war der Divisional Sports Complex Manakapur in der Koradi Road. Eine Meldung war ab dem 8. Juni 2022 möglich, Deadline dafür war der 16. August mit der Möglichkeit eines Rückzugs der Meldung bis zum 16. August 2022. Ausrichter war die Badminton Association of India. Badminton World Federation und Badminton Asia Confederation vergaben Ranglistenpunkte für ihre Turnierserien.

## Sieger
| Saison    | Herreneinzel           | Dameneinzel       | Herrendoppel             | Damendoppel                  | Mixed                                       |
| --------- | ---------------------- | ----------------- | ------------------------ | ---------------------------- | ------------------------------------------- |
| 2022      | Meiraba Luwang Maisnam | Miho Kayama       | M. R. Arjun Dhruv Kapila | Chisato Hoshi Miyu Takahashi | Ruttanapak Oupthong Jhenicha Sudjaipraparat |
| 2023 2024 | nicht ausgetragen      | nicht ausgetragen | nicht ausgetragen        | nicht ausgetragen            | nicht ausgetragen                           |